# Exyrias belissimus
Exyrias belissimus — вид морских лучепёрых рыб из семейства бычковых.

## Внешний вид и строение
Длина тела до 15 см. В спинном плавнике 7 жёстких и 10—12 мягких лучей. В анальном плавнике 1 жёсткий и 9—10 мягких лучей. Позвонков 26. Спинная сторона тела коричневая, брюшная жёлтая, с 7-8 темно-коричневыми полосами. На щеках и жаберных крышках есть небольшие серебристо-белые пятна. Предорсальных чешуек 8 или 9. Обычно шипы на 1-м спинном плавнике удлинены в нити, причем 3-й и 4-й обычно самые длинные. Шип 2-го спинного плавника с красными и белыми чередующимися полосами, пятнами на лучах и перепонке. Циклоидная чешуя только на затылке и хвостовом стебле. Щеки и жаберные крышки полностью покрыты чешуей. Зубы маленькие и плотно сидят в челюстях. Тело веретеновидное, овальное в сечении.

## Распространение и места обитания
Встречаются в Индо-Западной части Тихого океана: Восточная Африка до Самоа, на север до островов Яэяма, на юг до Фиджи. Обитает на глубине от 1 до 30 м.

## Поведение
Территориальный вид, обитающий в лагунах и рифах, обращенных к морю. Встречается на илистом дне вблизи или под нависающими кораллами. Питается, просеивая донный осадок через жаберные тычинки.

## Exyrias belissimusи человек
Они безвредны для человека, считаются видом вне опасности, служат объектом промысла.